# Storsveden (Nordanstig)
Storsveden is een plaats in de gemeente Nordanstig in het landschap Hälsingland en de provincie Gävleborgs län in Zweden. De plaats heeft 81 inwoners (2005) en een oppervlakte van 27 hectare.